# Lehký tank Mk II
Lehký tank Mk II v meziválečném období byl produkován na základě objednávky britské armády, přičemž v první etapě bylo vyrobeno 12 kusů. Dalších 29 kusů verze B mělo zdokonalenou věž a dvě nádrže paliva, posledních 21 tanků měl jedinou větší nádrž a různá technická zdokonalení. Mezi světovými válkami tanky sloužily v Palestině a Indii, několik strojů bojovalo roku 1940 v severní Africe. Tanky dále sloužily v Somálsku a Etiopii, několik kusů používala australská vojska pro školní účely.